# Pterotracheidae
Famille
Synonymes
- Firolidae Rafinesque, 1815[2]
- Firolidae Tang, 1829[3]

Les Pterotracheidae sont une famille de mollusques gastéropodes pélagiques de l'ordre des Littorinimorpha.

## Description et caractéristiques
Les espèces de ce genre ne possèdent ni coquille, ni opercule, ce qui est une adaptation extrême à leur mode de vie pélagique. Leur corps, cylindrique et allongé, est transparent. Ils mesurent de 4 (ex : Firoloida desmaresti) à 33 cm (ex : Pterotrachea coronata) de longueur.

## Répartition et habitat
Pélagiques en milieu marin.

## Liste des genres
Selon World Register of Marine Species (8 décembre 2018) :
- genre Firoloida Lesueur, 1817
- genre Pterotrachea Forsskål in Niebuhr, 1775